# Un secreto de Esperanza
Un secreto de Esperanza è un film del 2002 diretto da Leopoldo Laborde ed interpretato da Katy Jurado, Imanol Landeta, Jaime Aymerich e Ana de la Reguera.
Il film ha ottenuto diversi premi internazionali.

## Trama
Città del Messico, 1984. Jorge, un adolescente ribelle, stringe amicizia con Esperanza, un'anziana signora che vive da sola in una villa.

## Riconoscimenti
- 2002 - Trieste Festival of Latin-American Cinema
  - Premio della Giuria alla miglior colonna sonora
- Audience Award a Leopoldo Laborde
- 2003 - Guadalajara International Film Festival
  - Miglior attrice a Katy Jurado (postumo)
- 2003 - Sarasota Film Festival
- Miglior film drammatico